# 广誉远
广誉远（上交所：600771），现称山西广誉远国药有限公司，是中国著名的中药企业。
其前身广盛号药店始创于明嘉靖二十年（1541年），其与广州陈李济（1600年建立），北京同仁堂（1669年建立），杭州胡庆余堂（1874年建立）并称为“清代四大药店”，现为山西省中药企业典范，并在2006年成为首批被中华人民共和国商务部认定的“中华老字号”企业。

## 历史沿革

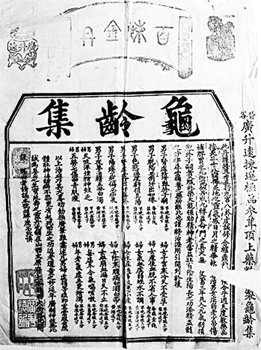
龟龄集的处方

明嘉靖二十年（1541年），太谷县城内成立广盛号药店，是一家家庭药铺。清嘉庆十三年（1808年），广盛号招入几家大的资本，组件广升药店聚记（简称广升聚），变为合资店，并扩大了经营范围。光绪四年（1878年），广升聚进行了第二次资产重组，改组为广升蔚。光绪十年（1884年），又分出广升药店远记（简称广升远）。光绪三十三年（1907年），广升蔚实行改组，号名改为广升誉，但仍无多大起色；而广升远发展势头良好。中华人民共和国成立后，1955年，广升远与广升誉合并；1956年，又吸收了广源兴和延龄堂两家药店，组成了全区第一家公私合营药厂——太谷县广誉远制药厂。文化大革命时期，药厂更名为红卫制药厂。1973年，药厂又更名为山西中药厂。
改革开放后，山西中药厂未能及时转换营销策略，1990年起部分产品产销量大幅度下降。
1997年，山西中药厂改制为山西广誉远中药有限公司。
2003年，企业累计亏损达4639万元，总负债1.17亿元，生产经营难以为继，遂在晋中市委、市政府主导下实行资产重组。2003年6月，与西安东盛集团有限公司合作，进行股权转让、资产重组，改制为山西广誉远国药有限公司。
2021年7月16日，广誉远中药股份有限公司董事会发布公告称，公司控股股东由东盛集团变更为晋创投资，公司实际控制人由郭家学先生变更为山西省人民政府国有资产监督管理委员会。

## 产品
| 产品名称     | 批准文号  | 功能主治                                                                                       |
| ------------ | --------- | ---------------------------------------------------------------------------------------------- |
| 安宫牛黄丸   | Z14020654 | 清热解毒，镇惊开窍。用于热病，邪入心包，高热惊厥，神昏谵语。                                   |
| 加味龟龄集酒 | Z14021271 | 补脑固肾，强壮机能，延年益寿。                                                                 |
| 定坤丹       |           | 滋补气血、调经舒郁。用于月经不调、行经腹痛、贫血衰弱。                                         |
| 龟龄集       | Z14020687 | 强身补脑，固肾补气，增进食欲。                                                                 |
| 牛黄清心丸   | Z14021721 | 清心化痰，镇惊祛风。用于神志混乱，言语不清，痰涎壅盛，头晕目眩，癫痫惊风，痰迷心窍，痰火痰厥。 |